# Hexelasma callistoderma
Hexelasma callistoderma is een mariene kreeftachtigensoort uit de familie van de Bathylasmatidae. De wetenschappelijke naam van de soort is voor het eerst geldig gepubliceerd in 1911 door Pilsbry.